# Хедрик (Оклахома)
Хедрик (енгл. Headrick) град је у америчкој савезној држави Оклахома.

## Демографија
По попису из 2010. године број становника је 94, што је 36 (-27,7%) становника мање него 2000. године.
| Група             | 2000.       | 2010.      |
| Белци             | 105 (80,8%) | 83 (88,3%) |
| Афроамериканци    | 0 (0,0%)    | 0 (0,0%)   |
| Азијати           | 0 (0,0%)    | 0 (0,0%)   |
| Хиспаноамериканци | 17 (13,1%)  | 8 (8,5%)   |
| Укупно            | 130         | 94         |